# Tipuana

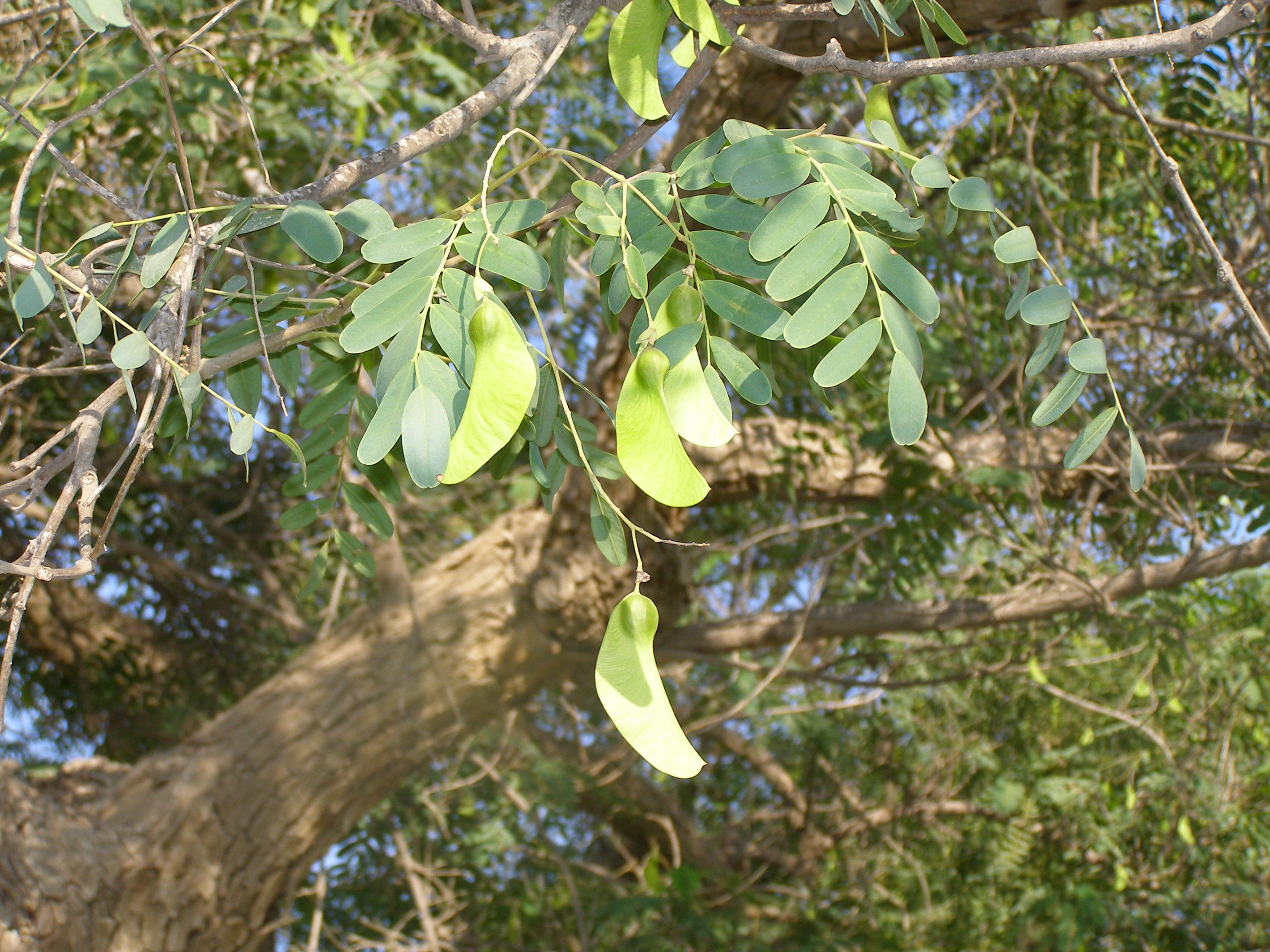
Hojas y frutos inmaduros in situ.

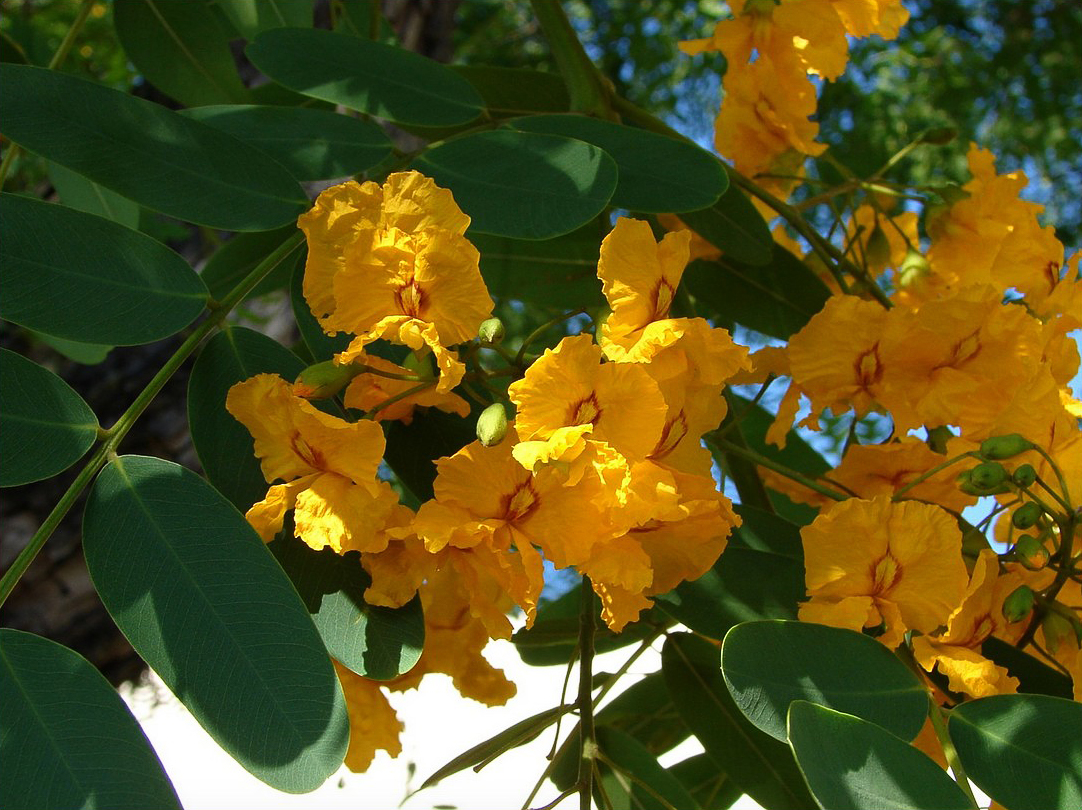
Flores.

Tipuana es un género monoespecífico (Tipuana tipu) de plantas con flores perteneciente a la subfamilia Faboideae de la familia Fabaceae.

## Etimología
- Tipuana: nombre dado al género por George Bentham en 1853 y que deriva de "Tipu", nombre nativo del árbol en Bolivia y que en la Provincia de Paraná dio nombre a un valle por su abundancia.[1]

El nombre popular palo rosa, que se aplica también a otras especies de Suramérica, alude probablemente al color rojizo de su savia.

## Descripción
Es un árbol tardíamente caducifolio, alcanzando 10-25 m de altura en cultivo, a veces hasta 30 m, con la copa densa, amplia y extendida y con las últimas ramillas péndulas; el tronco es grueso, con la corteza de color gris oscuro, resquebrajada longitudinalmente y más tarde dividida en placas persistentes. Las hojas son opuestas o subopuestas, rara vez alternas (juveniles) -con estípulas pequeñas, puberulentas, lineares, caedizas-, imparipinnadas, con un raquis surcado longitudinalmente, algo pubérulo, de 10-30 cm de largo incluido el pecíolo, con 4-12 pares de folíolos opuestos o subalternos, de elípticos a elíptico-oblongos, de 2-5 por 1-2 cm, brevemente peciolulado, con la base obtusa o redondeada, el margen entero y el ápice emarginado; son de color verde claro, concoloros, glabros en el haz y algo pubérulos y con el nervio central resaltado por el envés. Las inflorescencias se organizan en racimos simples, colgantes, axilares y terminales, más cortos que las hojas, con flores zigomorfas, típicamente amariposadas, largamente pediceladas. El cáliz es turbinado-acampanado, pubérulo, con un tubo de 5-8 mm de largo y 5 sépalos cortos y desiguales, mientras los pétalos de la corola, son arrugados, de color amarillo-anaranjado, con el estandarte extendido, de unos 2 por 2,5 cm, emarginado, con los bordes denticulados y ondulados, con una mancha marrón-rojiza en la base; las alas desplegadas, de 1,5-2 cm, con una uña delgada y la quilla de 8-10 mm de largo, con una uña delgada. El androceo tiene 10 estambres, glabros, inclusos, con los filamentos de casi 1cm de largo, los de 9 de los estambres soldados en la base formando un tubo y el restante libre; anteras blancas, elípticas. El fruto es una legumbre pediculada, algo coriácea, indehiscente, monosperma, provista de un ala estriada de 3,5-5 cm de largo y que le confiere aspecto de sámara y una parte basal fértil, ovoide, de 1,5-2cm de largo, de color castaño más oscuro que el ala. Semillas 1-3, oblongas, rojizas, de 5-6 mm de largo.

## Distribución
Género nativo de Sudamérica: Argentina, Bolivia. Introducido y cultivado como ornamental en prácticamente todo el mundo, incluido el resto de Sudamérica.

## Sinónimos
- Tipuana tipu (Benth.) Kuntze - sin de Machaerium fertile Griseb.,	Machaerium tipu Benth., Tipuana speciosa Benth., Tipuana tipa Lillo[6][4]

### Especies descritas y sinonimia
Todas las otras especies descritas pertenecen a otros géneros: Vatairea y Luetzelburgia.
- Tipuana amazonica Ducke  - sin. de Vatairea macrocarpa (Benth.) Ducke
- Tipuana auriculata Allemao  - sin. de Luetzelburgia auriculata (Allemao) Ducke
- Tipuana cinerascens (Benth.) Malme - sin. de  (aceptado Vatairea macrocarpa (Benth.) Ducke
- Tipuana erythrocarpa Ducke  - sin. de Vatairea erythrocarpa (Ducke) Ducke
- Tipuana fusca Ducke  - sin. de  Vatairea fusca  (Ducke) Ducke
- Tipuana heteroptera (Allemao) Benth. - sin. de   Vatairea heteroptera (Allemao) F.A.Iglesias
- Tipuana lundellii Standl.  - sin. de  Vatairea lundellii (Standl.) Record
- Tipuana macrocarpa (Benth.) Benth.  - sin. de  Vatairea macrocarpa (Benth.) Ducke
- Tipuana mucronata (Benth.) J.F.Macbr.  - sin. de  Vatairea macrocarpa (Benth.) Ducke
- Tipuana praecox Harms ex Kuntze - sin. de Luetzelburgia praecox (Harms) Harms
- Tipuana sericea Ducke   - sin. de Vatairea sericea (Ducke) Ducke[6]

## Nombres vernáculos
- Palo Mortero, Tipa, Tipa Blanca,[7] Tipuana, p.p..

## Cultivo y usos
Se multiplica por semillas sin dificultad, no siendo imprescindibles los tratamientos previos. Gusta del sol y tolera condiciones de lo más variado, tiene crecimiento rápido y admite bastante bien la poda. Hay que formarle la cruz bastante alta para evitar que sus largas ramas cuelguen hasta el suelo. Sus raíces son agresivas, por lo que no se aconseja su plantación cerca de edificaciones ni en zonas pavimentadas. Su madera es fácil de trabajar, pero poco resistente, utilizándose en embalajes y en carpintería en general. Sus hojas constituyen un forraje para el ganado, y su savia rojiza tiene ciertas aplicaciones medicinales.